# Angélica Gavaldón
Angélica Gavaldón (El Centro, California, Estados Unidos, 3 de octubre de 1973) es una tenista retirada mexicana profesional nacida en EE. UU., de familia originaria de México, Comenzó su carrera como tenista a los 9 años, al competir en 1983 en el Campeonato Mundial Infantil en Caracas, Venezuela y debutó como profesional a los 14 años. 
En 1990, a los 16 años, alcanzó los cuartos de finales del Abierto de Australia, terminando en el puesto 51, y 2 años después se retiró temporalmente para descansar. En 1992, representó a México en los Juegos Olímpicos de Barcelona, donde quedó en 9° lugar en tenis individual femenino. En 1993, a los 20 años, compitió en el torneo de Roland Garros,  y en 1995 regresó al Abierto de Australia, donde alcanzó los cuartos de finales y perdió contra la estadoundiense Marianne Werdel.
Gavaldón se retiró en el año 2000, y se convirtió en entrenadora. En 2007, dirigió al equipo mexicano femenil en la Copa Federación, en Argentina

## Títulos ITF (4)

### Individuales (3)
| Títulos por superficie |
| Dura (3)               |
| Tierra batida (0)      |
| Hierba (0)             |
| Moqueta (0)            |

| N.º | Fecha                  | Torneo                  | Superficie | Oponente en la final      | Resultado |
| --- | ---------------------- | ----------------------- | ---------- | ------------------------- | --------- |
| 1.  | 8 de diciembre de 1991 | San Luis Potosí, México | Dura       | Suzanne Italiano (Canadá) | 6-2 6-2   |
| 2.  | 25 de octubre de 1992  | San Luis Potosí, México | Dura       | Maureen Drake (Canadá)    | 6-1 6-4   |
| 3.  | 8 de junio de 1997     | Taskent, Uzbekistán     | Dura       | Anna Smashnova (Israel)   | 6-3 6-2   |

### Finalista en individuales (1)
| - 1997: Monterrey (perdió contra Sandra Cacic) |

### Resultados en el Grand Slam (individuales)
| Torneo          | 1990 | 1991 | 1992  | 1993 | 1994 | 1995 | 1996 | 1997  | 1998 | 2000 |  |
| --------------- | ---- | ---- | ----- | ---- | ---- | ---- | ---- | ----- | ---- | ---- |  |
| Australian Open | CF   | R128 | R128  | R128 | R128 | CF   | R128 | Q-R32 | R128 | R64  |  |
| Roland Garros   | R128 | -    | Q-R16 | R128 | R64  | R128 | -    | -     | -    | -    |  |
| Wimbledon       | -    | -    | Q-R64 | R128 | R32  | R128 | R64  | Q-R32 | -    | R32  |  |
| US Open         | -    | -    | R128  | R128 | R32  | R64  | R128 | -     | -    | R64  |  |

### Dobles (01)
| N.º | Fecha                  | Torneo                  | Pareja                    | Oponentes en la final                                           | Resultado  |
| --- | ---------------------- | ----------------------- | ------------------------- | --------------------------------------------------------------- | ---------- |
| 1.  | 8 de diciembre de 1991 | San Luis Potosí, México | Xochitl Escobedo (México) | Jean-Marie Lozano (Estados Unidos) y Cornelia Lozano (Alemania) | 6-2 7-6(7) |